# Veronica himalensis
Veronica himalensis är en grobladsväxtart. Veronica himalensis ingår i släktet veronikor, och familjen grobladsväxter.

## Underarter
Arten delas in i följande underarter:
- V. h. himalensis
- V. h. yunnanensis